# Tyler Higbee
Tyler Higbee (Clearwater, Florida, 1 de enero de 1993) es un jugador profesional estadounidense de fútbol americano que se desempeña en la posición de tight end en Los Angeles Rams, equipo de la National Football League (NFL).

## Carrera
Fue seleccionado en la cuarta ronda en la Reunión Anual de Selección de Jugadores de la NFL de 2016. Hizo su debut profesional con el equipo Los Angeles Rams, donde lleva jugando ocho temporadas.